# Убивство Джона Кеннеді
Вбивство 35-го президента США Джона Кеннеді було скоєно в п'ятницю, 22 листопада 1963 року, в Далласі (штат Техас), о 12:30 за місцевим часом. Кеннеді смертельно поранили пострілом із гвинтівки, коли він разом з дружиною Жаклін їхав у президентському кортежі по Елм-Стріт.
Вбивство протягом десяти місяців розслідувала спеціально скликана комісія на чолі з головою Верховного суду США Ерлом Ворреном («Комісія Воррена»), яка прийшла до висновку, що злочин скоїв злочинець-одинак Лі Гарві Освальд. Наступні офіційні розслідування підтвердили, що вбивцею був Освальд, але, ймовірно, за ним стояли якісь змовники. Існує ряд конспірологічних теорій, що ставлять під сумнів висновки комісії Воррена і представляють альтернативні версії вбивства, в тому числі змову американських або радянських спецслужб, однак жодна з них не була доведена. Соціологічні опитування показують, що переважна більшість американців (понад 70 %) не вірить в офіційну версію вбивства.

## Послідовність подій

### Візит в Даллас

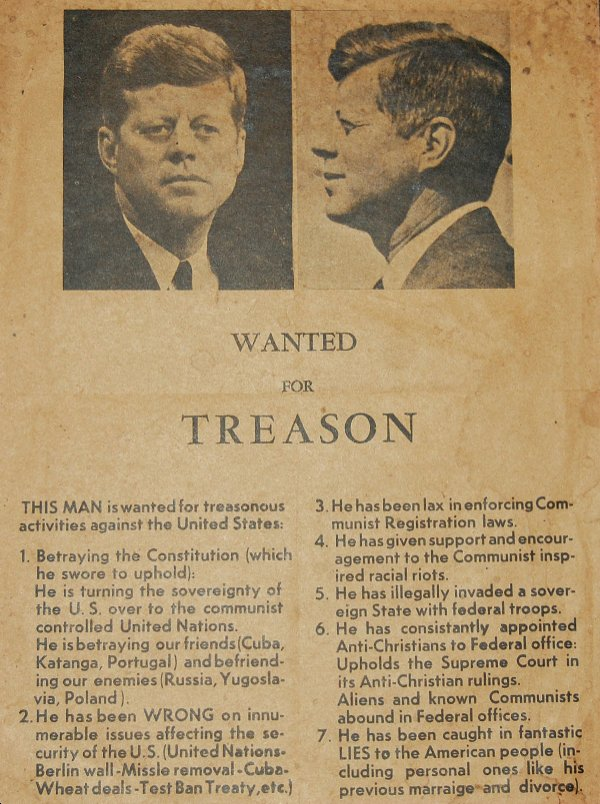
«Розшукується за звинуваченням у державній зраді» — листівка, яка розповсюджувалась в Далласі напередодні прибуття Джона Кеннеді

Рішення про візит Кеннеді в Техас як один із етапів кампанії підготовки до президентських виборів 1964 року було ухвалене 5 червня 1963 року, коли Кеннеді, віцепрезидент Ліндон Джонсон і губернатор Техасу Джон Конналлі зустрілися в готелі «Кортез» в Ель-Пасо. Восени Кеннеді здійснив кілька поїздок Штатами.
12 листопада він заявив про важливість перемоги у Флориді і Техасі й розповів про свої плани здійснити візит в обидва штати у найближчі два тижні. На попередніх виборах у 1960 році Кеннеді переміг у Техасі республіканця Річарда Ніксона в тому числі і завдяки тому, що кандидат у віцепрезиденти Ліндон Джонсон був уродженцем Техасу і представляв цей штат у Сенаті.
У жовтні, за місяць до запланованого візиту, представника США при ООН Едлая Стівенсона, який виступав в Далласі з промовою, атакувала група правих активістів з антиоонівськими гаслами. Одна з демонстранток вдарила його плакатом. Агенти Секретної служби, які відвідували місто перед візитом Кеннеді, детально збирали дані про цей інцидент.
Підготовку візиту доручили губернатору Техасу. Маршрут руху кортежу по Далласу розробляли агенти Секретної служби, 19 листопада його опублікували у місцевих газетах міста. Пунктом призначення кортежу був виставковий центр Далласа, де мав пройти урочистий бенкет.
О першій годині тридцять хвилин 21 листопада Борт номер один з подружжям Кеннеді прибув в аеропорт Сан-Антоніо. Кеннеді відвідав розташовану там Школу аерокосмічної медицини Повітряних сил США і ввечері того ж дня вилетів в Х'юстон. У Х'юстоні він виступив в Університеті Райса й відвідав бенкет на 3200 персон на честь члена Палати представників від Демократичної партії Альберта Томаса. Ніч американський президент провів в готелі міста Форт-Верт; вранці Борт номер один вилетів в Даллас.

### Убивство
22 листопада 1963 року об 11:35 за місцевим часом в Далаському аеропорту Лав-Філд приземлився літак ПС США, в якому перебував віцепрезидент Ліндон Джонсон. О 11:40 там же приземлився літак, в якому перебував Кеннеді (президент і віцепрезидент США традиційно літають на різних повітряних суднах для того, щоб в разі катастрофи країна не залишилася відразу без обох керівників). Об 11:50 за місцевим часом кортеж попрямував з аеродрому в місто.
Президентський лімузин, в якому знаходилися агенти Секретної служби США Вільям Грір (за кермом) і Рой Келлерман (на пасажирському сидінні поруч з водієм), подружжя Кеннеді (на двох задніх сидіннях) і губернатор Техасу Джон Конналлі з дружиною Неллі (на двох додаткових середніх пасажирських сидіннях), їхав ближче до голови кортежу. За ним рухалася машина з агентами Секретної служби, за нею — машина, в якій їхав Ліндон Джонсон. Далі рухалися численні автомобілі з іншими членами делегації та журналістами. Погода в Далласі була сонячна і тепла. Пластиковий знімний дах з президентського автомобіля зняли, щоб городяни могли побачити свого президента.
Рухаючись по Мейн-стріт, кортеж в'їхав в район Далласа під назвою Ділі-Плаза і повернув направо, на Х'юстон-стріт. У цей момент Неллі Конналлі повернулась до Джона Кеннеді і сказала: «Пане президенте, Ви не зможете сказати, що Даллас не любить Вас», на що Кеннеді відповів: «Ні, не можу». Ці слова стали останніми, коли-небудь промовлені президентом.
На наступному перехресті лімузин повернув ліворуч, на Елм-стріт, здійснивши повільний 120-градусний поворот, й проїхав повз розташоване на розі Х'юстон-стріт і Елм-стріт шкільне книгосховище. Рівно о 12:30 пролунали постріли. Більшість свідків стверджує, що чули три постріли, хоча окремі з них повідомляли про 2 або 4, а деякі навіть про 5 або 6 пострілів. Перша куля, згідно з офіційною версією, потрапила Джону Кеннеді в спину, пройшла наскрізь і вийшла через шию. Він підійняв лікті і стиснув кулаки перед обличчям, потім нахилився вперед і вліво.
У цей час Жаклін Кеннеді сиділа на лівому задньому сидінні лімузину, махаючи рукою радісному натовпу. Автомобіль рухався зі швидкістю 11,2 миль на годину. Незабаром після того, як кортеж повернув на Елм-стріт, вона почула звук, схожий на шум мотоцикла, і крик губернатора. Перша леді США повернулася праворуч і побачила, що її чоловік, який підняв ліву руку до горла, має дивний вираз обличчя.
Перша куля вразила, окрім самого Кеннеді, й губернатора Конналлі, який сидів попереду президента. Він отримав поранення в спину, праве зап'ястя і ліве стегно. У той же час, даючи свідчення комісії Воррена, Конналлі розповідав, що був упевнений, що його поранили другим пострілом, якого він не чув. Дружина губернатора потягнула чоловіка вниз до себе на коліна і закрила рану. Це й врятувало його, не дозволивши повітрю потрапити в грудне поранення. Конналлі під час стрільби по президентському кортежу вигукнув: «О, ні, ні, ні. Боже мій, вони збираються всіх нас вбити».
Через п'ять секунд пролунав другий постріл. Куля потрапила Кеннеді в голову, зробивши в правій частині голови вихідний отвір розміром з кулак, так що частину салону забризкали фрагменти черепа, мозку і кров. Жаклін Кеннеді, побачивши закривавленого президента, вигукнула: «О, Боже мій, вони стріляють в мого чоловіка. Я люблю тебе, Джек».
Відразу після пострілу, з автомобіля, що їхав відразу за президентським лімузином, вискочив агент Клінт Гілл, який наздогнав лімузин і спробував застрибнути в машину. Приблизно в той час, коли він досяг автомобіля президента, Гілл почув другий постріл, що стався через 5 секунд після першого. Агент вхопився за рукоятку, однак лімузин рвонув уперед, й Клінт Гілл втратив ґрунт під ногами. Він пробіг 3 або 4 кроки, і з другої спроби йому вдалось застрибнути в лімузин.
Ще одною випадковою жертвою стрільби став свідок Джеймс Томас Таг, якого легко поранили у праву щоку, ймовірно осколком кулі, що відбилася від бордюру.
Після стрільби кортеж президента негайно прискорився, і через п'ять хвилин смертельно пораненого Кеннеді доставили в Парклендську лікарню, розташовану в чотирьох милях від місця замаху. Лікар, який оглянув Кеннеді, встановив, що той все ще був живий, і зробив перші заходи з надання екстреної допомоги. Трохи пізніше прибув особистий лікар Кеннеді Джордж Грегорі Барклі, але в цей момент вже було очевидно, що спроби врятувати життя американського лідера були безрезультатні. О 13:00 офіційно зафіксували смерть, що настала в результаті поранення голови; свідоцтво про смерть підписав особисто Барклі. О 13:31 в Парклендській лікарні скликали пресконференцію, на якій виконувач обов'язків прессекретаря Білого дому Малколм Кілдафф повідомив про трагічну смерть президента.
Через 10 хвилин Сенат США припинив роботу, хвилиною пізніше закрилася Нью-Йоркська фондова біржа. Відразу після смерті Кеннеді міністр оборони Р. Макнамара наказав американським військам у країні та за кордоном підвищити бойову готовність. О 15:41 труну з тілом президента завантажили в літак, що прямував до Вашингтона, доставивши тіло президента через 2 години. Через 1 годину 20 хвилин після смертельного пострілу в Кеннеді поліція заарештувала підозрюваного Лі Гарві Освальда. О 20:00 йому пред'явили офіційні звинувачення. Після смерті Кеннеді віцепрезидент США Ліндон Джонсон автоматично став президентом. Він склав присягу на борту президентського літака в аеропорту Далласа о 14:30 і в той же день розпочав виконувати обов'язки глави держави.
Жаклін Кеннеді наполягла, щоб похорон чоловіка відбувся за тією самою процедурою, за якою ховали А. Лінкольна.

### Лі Гарві Освальд

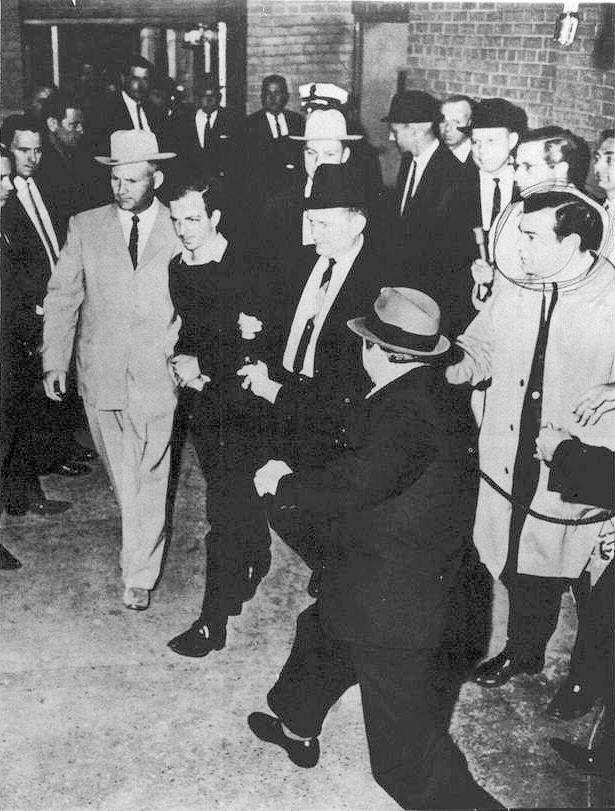
Фото Джека Рубі, за частку секунди, перед вбивством Освальда, якого супроводжують поліцейські детективи

Один із очевидців, Говард Бреннан, який в момент стрільби перебував навпроти книгосховища, розповів поліцейським, що після першого пострілу глянув на будівлю, де, на його думку, було джерело шуму, і побачив у вікні шостого поверху людину, яка стріляла. Коли Бреннан давав свідчення поліції, з книгосховища вийшов службовець на прізвище Джармен, який підтвердив, що чув постріли зсередини. Інший співробітник, Рой Трулі, повідомив поліції, що його підлеглий Лі Гарві Освальд залишив будівлю відразу після пострілів. Крім того, він повідомив його ім'я і домашню адресу.
Як встановила комісія Воррена, Освальд залишив зброю за ящиками і відразу покинув будівлю незадовго до того, як вона була оточена поліцією. Приблизно о першій годині дня Освальд дістався додому, але пробув там недовго. Коли Освальд йшов по вулиці, його зупинив патрульний Дж. Д. Тіппіт. Він вийшов з машини, і Освальд убив його чотирма пострілами з револьвера. Незабаром після цього Освальда затримали в кінотеатрі. З моменту поранення Кеннеді пройшла година і двадцять хвилин. Освальд намагався вистрілити в поліцейського, але його затримали. Тієї ж ночі поліція пред'явила йому звинувачення в убивстві Кеннеді і Тіппіта. Він повністю заперечував свою провину. Два дні потому, 24 листопада 1963 року, Освальда, який виходив з поліцейської дільниці у супроводі правоохоронців, застрелив власник нічного клубу Джек Рубі. Через це вину Освальда так і не було ні доведено, ні спростовано в судовому порядку.

#### Знаряддя вбивства

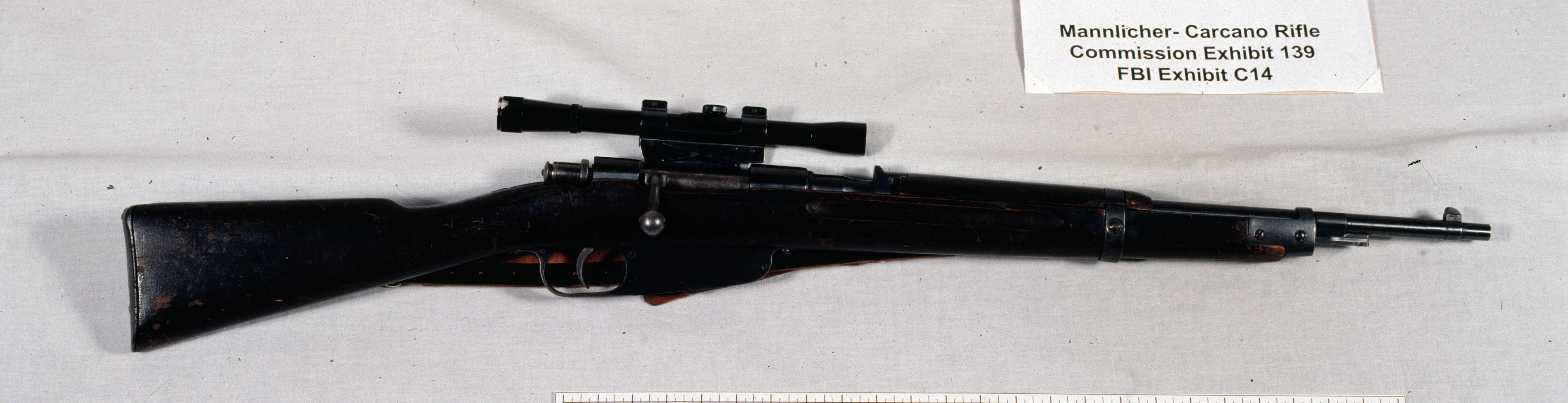
Карабін Освальда

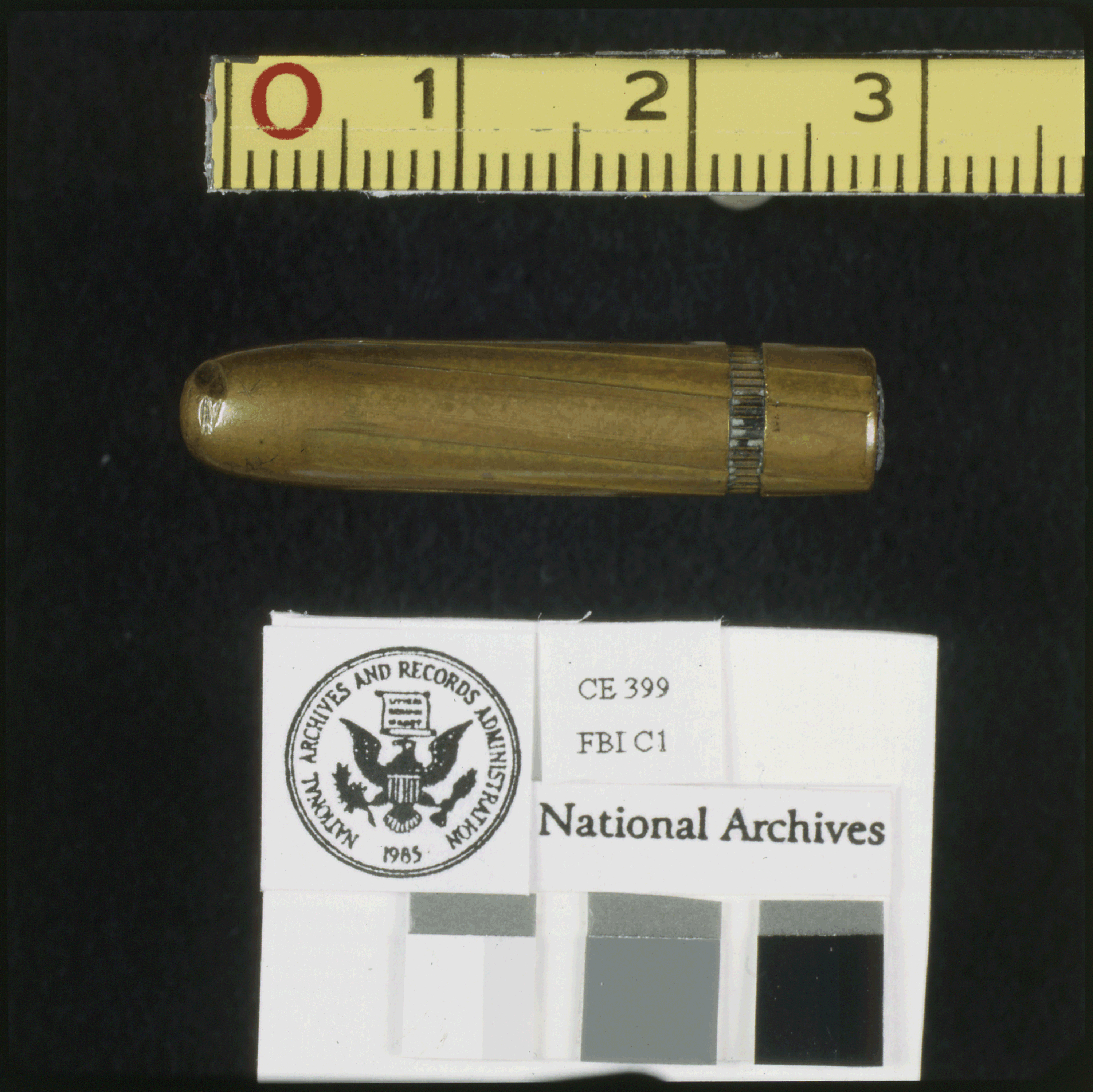
6,5-мм куля, виявлена в Парклендському госпіталі. Імовірно, саме вона поранила Кеннеді і Конна

Знаряддям убивства Джона Кеннеді вважається карабін Каркано M91/38 калібру 6,5 мм італійського виробництва з телескопічним прицілом (нерідко не зовсім правильно званий Манліхер-Каркано). Його виявили поліціянт Сеймур Вайцман і помічник шерифа Юджин Бун на шостому поверсі книгосховища серед коробок з книгами.
Освальд придбав стару гвинтівку в березні 1963 року за фальшивим іменем А. Гайделл (англ. A. Hidell) поштою. Гвинтівка була доставлена в абонентську скриньку, яку Освальд орендував у Далласі з жовтня 1962 року. Також у січні 1963 року він придбав револьвер, з якого застрелив поліцейського Тіппіта. На допиті в поліцейській дільниці Далласа Освальд заперечував, що взагалі коли-небудь купував гвинтівку.
У Лабораторії балістичних досліджень Армії США проводилися випробування, мета яких полягала у визначенні, чи може стрілець з тією підготовкою, яку отримав Освальд під час служби в морській піхоті, і з такими ж результатами, які на тренуваннях показував Освальд, за порівнюваний час зробити три постріли з такої ж відстані по мішені, як зробив головний підозрюваний. В експерименті брали участь троє стрільців (двоє цивільних і один військовий), не знайомих з цією моделлю гвинтівки. Їм потрібно було виконати по два постріли по трьох мішенях, які перебували на відстані 175 футів (53 м), 240 футів (73 м) і 265 футів (81 м). Результатом стали шість із шести влучань по першій мішені, два з шести — по другій і п'ять з шести — по третій. У першій серії три стрільці витратили 4,6, 6,75 і 8,25 секунд відповідно, у другій — 5,15, 6,75 і 8,25 секунд.

### Похорон Джона Кеннеді

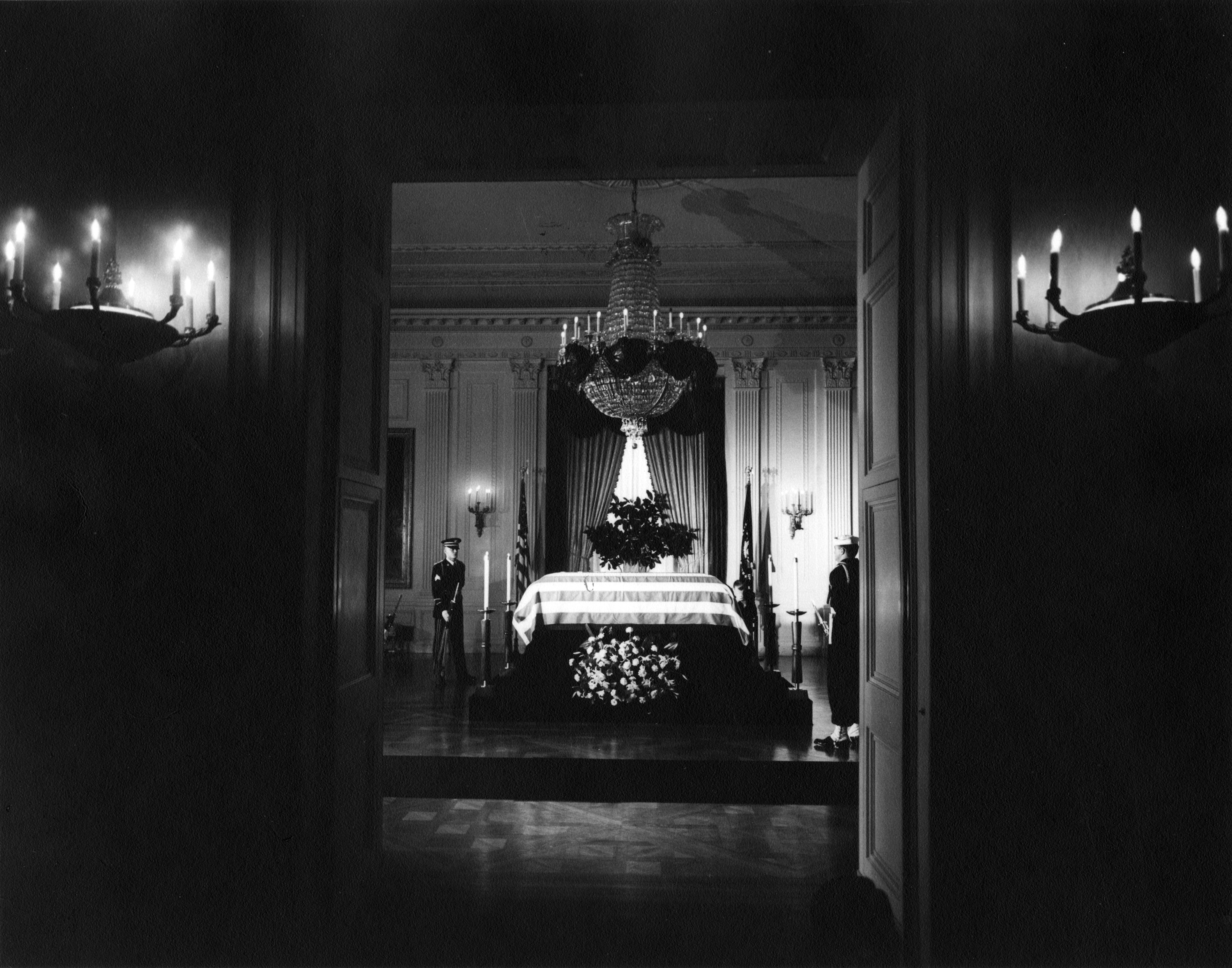
Труна з тілом Кеннеді в Східному залі Білого дому

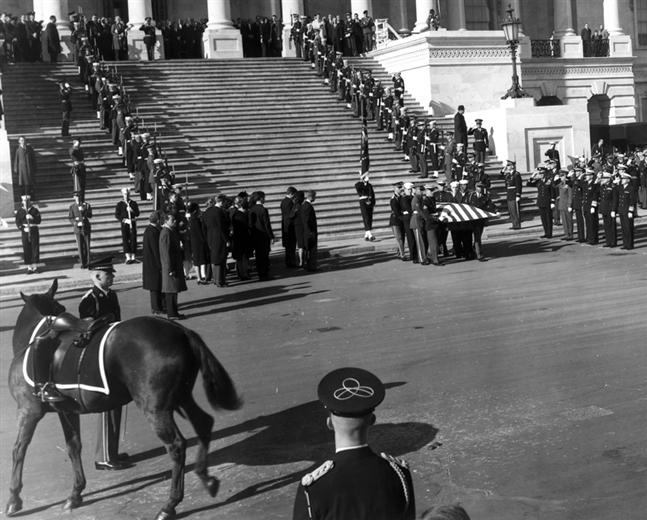
Винесення труни з будівлі Капітолія

Після проведення розтину тіло Кеннеді доставили в Білий дім, і впродовж наступних 24 годин воно знаходилося в Східному залі. За рішенням Жаклін Кеннеді, під час церемонії прощання і похорону тіло перебувало в закритій труні і до похорону поруч з ним постійно перебудвали два католицькі священники. О 10:30 ранку в суботу відслужили месу. Після цього до тіла допустили родичів, близьких друзів та високопоставлених політиків, зкрема експрезидентів Трумена і Ейзенгауера.
У неділю, 24 листопада, кінний екіпаж доставив труну в будівлю Капітолія, де відбулося прощання з президентом. До встановленої в Капітолії труни вишикувалася жива черга з приблизно 250 000 чоловік, тому двері Капітолія залишалися відкритими всю ніч. Церемонію також відвідали багато голів держав і урядів. Єдиною країною соціалістичного табору, яка направила свого представника, став Радянський Союз, від якого в церемонії взяв участь перший заступник голови Ради міністрів Анастас Мікоян. The New York Times писала: «У Москві була північ, коли в будівлі посольства США пролунав дзвінок. Міністр закордонних справ Андрій Громико, який брав участь у переговорах із президентом з широкого спектра питань… повідомив послу США про своє потрясіння і висловив найщиріші співчуття американському народу».
Похорон відбувся в понеділок, 25 листопада, його оголосили загальнонаціональним днем жалоби. Процесія від Капітолія попрямувала до собору Святого Матвія; вздовж вулиць по маршруту катафалка вишикувалося близько 800 000 чоловік. На чолі йшли Жаклін Кеннеді і брати президента, Роберт і Едвард. Маленькі діти президента, Кароліна і Джон Кеннеді-молодший, якому в день похорону виповнилося три роки, їхали в лімузині трохи позаду. Після меси в соборі процесія рушила до Арлінгтонського національного кладовища. Труну доставили на гарматному лафеті, перед яким вели чорного жеребця. У стременах були чоботи, спрямовані шпорами вперед, а носком назад. Труну опустили в землю о 15:34 за місцевим часом, тоді ж Жаклін Кеннеді запалила на могилі вічний вогонь. Всю церемонію, починаючи з руху процесії від Капітолія і закінчуючи похоронами, транслювали три загальнонаціональні канали в прямому ефірі і без перерви (в тому числі і без реклами).

## Свідки, знімання і записи з місця вбивства

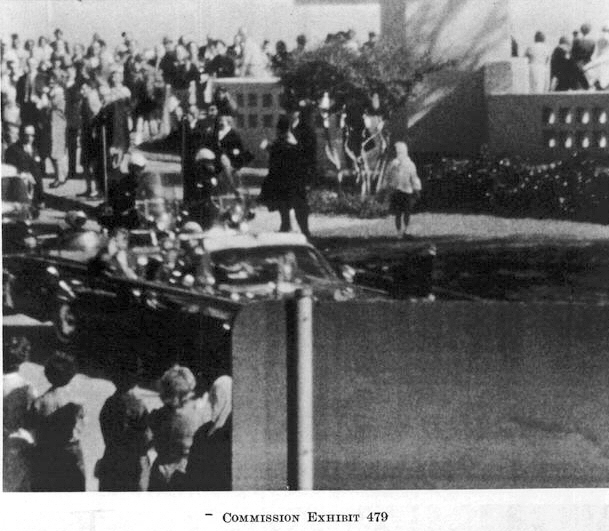
Кадр з фільму Абрахама Запрудера

228-й кадр фільму. Президент поранений в шию

Під час руху кортежу по Далласу не велося прямих радіо- або телетрансляцій, оскільки більшість журналістів чекало кортеж біля виставкового центру. Нечисленні журналісти, що супроводжували його, розміщувалися в хвості у декількох машинах з пресою. Ближче всіх до місця вбивства були 22-річні Гейл і Білл Ньюмани. Вони стояли з двома дітьми на тротуарі в декількох метрах від президента, коли пролунали постріли. Стів Елліс (англ. Steve Ellis), дядько Гейла, був сержантом на чолі мотоциклістів кортежу. Ньюмани махали йому рукою, коли пролунали два постріли, які вони прийняли за петарди. Президент дивно махнув рукою, але коли машина підійшла ближче, Білл побачив, що губернатор Конналлі весь у крові. Тут же пролунав третій постріл, від голови президента відлетіли шматки черепа і мозку. Жоден інший свідок не бачив прямого попадання у Кеннеді своїми очима так близько.
Eбивство зняв на побутову кінокамеру очевидець Абрагам Запрудер. Його 26-секундне знімання здобуло популярність як «фільм Абрагама Запрудера». Фільм практично відразу придбав журнал «Лайф», і в номері від 29 листопада опублікували близько тридцяти кадрів. Перша демонстрація фільму по телебаченню відбулася тільки 1975 року.

Жінка, знана як Леді Бабушка

Крім Абрагама Запрудера достовірно відомо про не менш ніж тридцять осіб, які фотографували та знімали на кіноплівку рух президентського кортежу в той час, коли почалася стрілянина. Троє очевидців (Орвілл Нікс, Мері Мачмор і Чарльз Бронсон) теж зняли на плівку момент, коли Кеннеді зазнав смертельного поранення, але вони перебували на менш вигідній позиції в порівнянні із Запрудером. Єдиним професійним фотографом, що не перебував у кортежі, був репортер «Ассошіейтед Прес» Айк (Джеймс) Олтджен. Коли пролунав другий постріл, Олтджен знаходився близько до лімузину і налаштував фотоапарат, щоб зробити знімок. Але він був настільки вражений побаченим, що не зміг натиснути на кнопку спуску.
Одна із жінок, які знімали кортеж президента, продовжувала робити це і після пострілів, однак згодом ні її, ні зроблене нею знімання виявити не вдалося; вона отримала умовну назву Леді Бабушка. Своє прізвисько отримала через хустку, схожу на ті, що носять на голові російські жінки старшого віку (у буквальному перекладі з російської бабушка — бабуся).
Поліція Далласа записувала переговори по радіо. У день візиту Кеннеді поліцейські використовували дві частоти: одну — для зв'язку з поточних питань, а друга використовувалась спеціально для забезпечення руху президентського кортежу. У наступних розслідуваннях важливу роль зіграв аудіозапис, зроблений зі встановленою на одному з поліцейських мотоциклів радіостанції. Експерти з акустики, які вивчили плівку, зробили висновок, що на ній може бути записаний ще один постріл, зроблений кимось між другим і третім пострілами Освальда, але куля пролетіла повз ціль. Як найімовірнішим місцезнаходженням другого снайпера вказувалася огорожа на трав'яному пагорбі праворуч від Елм-стріт. Зокрема, на підставі цього запису Комітет Палати представників США з убивств зробив висновок, що злочин організувала певна група, в якій Освальд був тільки одним із виконавців.

## Розслідування
Після десятимісячного розслідування — з листопада 1963 по вересень 1964 — Комісія Воррена дійшла висновку, що Кеннеді убитий одинаком Лі Гарві Освальдом, і що Джек Рубі також діяв сам, коли убив Освальда, перш ніж той постав перед судом.
Хоча висновки Комісії спочатку підтримала більшість американського народу, опитування, проведені в період між 1966 і 2003 роками, показали, що приблизно 80 % американців підозрюють, що наявна змова чи приховування фактів. Опитування CBS News 1998 р. показало, що 76 % американців вважають: Президент був убитий в результаті змови. Опитування AP 2013 р. хоча й зобразило падіння статистики, проте більш ніж 59 % опитаних, як і раніше, вважають, що до вбивства президента була причетна більш ніж одна людина. Опитування Gallup середини листопада 2013-го показало, що 61 % вірять у змову та 30 % вважають, що Освальд зробив це сам.
На відміну від висновків комісії Воррена, Комітет Палати представників США з убивств (HSCA) підсумував у 1978 р., що Кеннеді був, ймовірно, убитий в результаті змови. Комітет не визначив будь-яку іншу особу чи групу в причетності до вбивства, крім Освальда, але конкретно було заявлено, що ЦРУ, Радянський Союз, організована злочинність, а також кілька інших груп не були залучені, хоча й не могли виключити участь окремих членів цих груп. Убивство Кеннеді досі є предметом широкого обговорення, воно породило безліч теорій змови й альтернативних сценаріїв.
24 липня 2017 у відкритий доступ виклали 3810 документів, 441 з яких раніше був повністю засекречений, а решта публікувалися в підредагованому вигляді. В числі опублікованих матеріалів — 17 аудіофайлів із записами допитів офіцера КДБ Юрія Носенка, котрий втік з Радянського Союзу до США в 1964 році. Носенко стверджував, що займався справою Лі Гарві Освальда, коли той перебував в СРСР. Допити Носенка відбулися в січні, лютому і липні 1964 року. Документи опубліковано відповідно до закону від 1992 року, який передбачає розкриття всіх матеріалів про вбивство Джона Кеннеді протягом 25-річного терміну. Відомо, що окремі документи знищили: наприклад, досьє на Освальда, складене військовою розвідкою, знищили 1973 року. У 2018 році Дональд Трамп повідомив, що частина документів буде розсекречена аж після 26 жовтня 2021 року.

## Фільми та серіали
1. «Джон Ф. Кеннеді: Постріли у Далласі», 1991, художній фільм (США, Франція)
2. «Кеннеді»[57], 2011, мінісеріал (Канада, США)
3. «Паркленд», 2013, художній фільм (США)
4. «11.22.63», 2016, мінісеріал (США)